# Spöl
Spöl ili Aqua Granda je talijanska i švicarska rijeka i pritoka je Inna.
Izvor rijeke je u blizini Corno di Campo u pokrajini Sondrio u Italiji. Teče sjeveroistočno pokraj Livigna i u Lago di Livigno. Izlazi iz jezera na talijansko-švicarskoj granici i teče sjeverozapadno kroz Parc Naziunal Svizzer prije nego što se ulije u Inn blizu Zerneza.
Unatoč tome što izvire u Italiji, rijeka je pritoka Inna i Dunavo, a ne Pada. Drugim riječima, njegova dolina nalazi se na sjevernoj strani alpske vododjelnice. Na ovom području zemljopisne i političke granice se ne poklapaju.
Zbog međunarodnog ugovora, Engadiner Kraftwerke je 1960-ih stvorio umjetno jezero, Lago di Livigno, s branom na granici, znog čega je poplavljeno staro selo Livigno.  Unatoč odšteti, nisu svi stanovnici bili voljni napustiti ovaj dio doline.
Rezervoar ima kapacitet od 164 milijuna kubičnih metara. Njegov minimalni i maksimalni nivo vode iznad razine mora su na 1,700 m odnosno 1,805 m. Od svoje izgradnje, ovo jezero je bilo zabranjeno za bilo kakve aktivnosti, kao što su jedrenje na dasci ili veslanje, sve do ljeta 2005. godine, kada je talijanskoj nacionalnoj veslačkoj reprezentaciji dopušteno da trenira na jezeru.
Isti međunarodni ugovor dopustio je drugoj elektroenergetskoj tvrtki da zahvati vode Aqua Granda i drugih pritoka iznad određene nadmorske visine i da ih transportira kroz tunel do umjetnih jezera Cancano, u Val Fraele, s druge strane sliva. To je dramatično smanjilo vodostaj rijeke, pa su neki njezini dijelovi ostali bez vode, što je izazvalo snažne, ali neučinkovite prosvjede lokalnog stanovništva.
Danas je ova rijeka popularno ribolovno odredište.

## Vanjske poveznice
- Gradsko vijeće Livigna
- Turistički ured Livigna